# Бровково (Сумская область)
Бровково (укр. Бровкове) — село,
Шпилевский сельский совет,
Сумский район,
Сумская область,
Украина.
Код КОАТУУ — 5924789102. Население по переписи 2001 года составляло 27 человек.

## Географическое положение
Село Бровково находится в 5-и км от правого берега реки Псёл.
Примыкает к селу Ополонское, в 1-м км расположено село Харьковщина, в 2-х км — село Шпилевка.
Рядом проходит автомобильная дорога Т-1909.